# Charles de Rohan-Soubise
Pour les articles homonymes, voir Charles de Rohan et Soubise.
Charles de Rohan-Soubise, né au château de Versailles le 16 juillet 1715 puis décédé à l'hôtel de Soubise le 1er juillet 1787, est un aristocrate et militaire de l'Ancien Régime. Fils de Jules de Rohan-Soubise, il est le quatrième prince de Soubise. Il est également duc de Rohan-Rohan, comte de Saint-Pol et pair de France. Il fut nommé ministre d'État à partir de l'année 1759 pour le compte du roi Louis XV et siège ainsi au Conseil d'en-haut. 

## Biographie

### Premières années
Le prince de Soubise naît le 16 juillet 1715 à Versailles. Il est le fils de Jules de Rohan, prince de Soubise, capitaine-lieutenant des gendarmes de la garde du roi et d'Anne-Julie-Adélaïde de Melun. Il est baptisé le jour de sa naissance, 16 juillet 1715, en la paroisse Notre-Dame de Versailles : son parrain est Charles-Henri de Lorraine-Vaudémont et sa marraine est Charlotte de La Mothe-Houdancourt, gouvernante des Enfants de France.
Les parents de Charles de Rohan meurent à Paris de la variole en 1724, Soubise est donc orphelin à l'âge de neuf ans. Il est alors confié à son grand-père Hercule Mériadec de Rohan, duc de Rohan-Rohan, qui l’élève à la cour où Soubise est compagnon de Louis XV. Le jeune roi n'a que cinq ans de plus que Soubise et a lui aussi perdu ses parents de bonne heure ; le malheur d'être orphelins les rapproche et ils resteront amis toute leur vie.
À la mort de sa grand-mère paternelle, Anne-Geneviève de Lévis, en 1727, il hérite du duché de Ventadour et de la seigneurie de Vigny qu'il conserve jusqu'à sa mort.

### Carrière militaire et politique
Soubise entame bientôt une fulgurante carrière : mousquetaire gris à dix-sept ans, capitaine à dix-huit ans, brigadier à vingt-cinq, maréchal de camp à vingt-huit. Aide de camp, intime de Louis XV et protégé de madame de Pompadour, il participe à la bataille de Fontenoy en 1745 et il est nommé lieutenant général en 1748, un an avant d’hériter de la seigneurie de Roberval, Rhuis et Saint-Germain.
Il reçoit « en survivance » de son grand père Hercule Mériadec de Rohan-Soubise, le titre de Gouverneur de Champagne le 6 juillet 1734 qui lui est confirmé le 1er juillet 1741 et qu'il porte jusqu'en 1751.
Très attaché à sa seigneurie de Roberval, il y entreprend de nombreux travaux d'embellissement. 
En 1751, Louis XV le nomme gouverneur général de la Flandre et du Hainaut, gouverneur, chef et grand bailli de Lille. Il s'est démis durant cette même année du gouvernement de Champagne, hérité de son grand-père. En 1755, Louis XV le nomme ministre d’État, en le faisant asseoir au Conseil d'en haut.
En 1756, l’Autriche déclenche une guerre en voulant reprendre la Silésie à Frédéric II de Prusse. Le prince de Soubise est envoyé par Louis XV pour aider l’Autriche mais il se fait tout d’abord battre par la Prusse à Rossbach en 1757. Soubise s’y montre incapable de coordonner l’action de ses troupes devant la rapidité des manœuvres prussiennes ; il y perd trois mille hommes, morts et blessés, tandis que six mille autres sont faits prisonniers. L’annonce de ce lourd revers sonnera le glas de la puissance militaire française et donnera lieu à de vives attaques et moqueries à son encontre.
Il prend néanmoins sa revanche en 1758 à Sondershausen et à Lutzelberg et reçoit pour ces faits d’armes la dignité de maréchal de France. En 1761, Soubise commande l’Armée du Rhin qui compte cent dix mille hommes. Il doit plier à Villinghausen (juillet 1761) puis à Wilhelmsthal (juin 1762). Malgré la victoire tactique de son neveu Condé contre Ferdinand de Brunswick (beau-frère de Frédéric II) à Johannisberg, son armée, encerclée dans Cassel, est chassée de la Hesse en novembre 1762. La guerre de Sept Ans se termine par les traités d’Hubertsbourg et de Paris, signés en 1763 entre la France, l’Autriche et les princes allemands : ils confirment la possession de la Silésie à Frédéric II.  
La marquise de Pompadour meurt l'année suivante. La comtesse du Barry devient favorite en 1768 et accorde son amitié à Soubise. Protégé par les favorites successives du roi, Soubise bénéficie de toutes les faveurs de la cour. En 1774, à la mort de Louis XV, le nouveau roi Louis XVI confirme Soubise dans son poste de ministre d’État. 
D'abord très ébranlé par la banqueroute de son gendre, le prince de Guéméné, puis atteint par l'affaire du collier de la reine, dont un autre de ses parents, son cousin le cardinal de Rohan, est l'une des victimes, le prince de Soubise se retire des affaires et doit quitter le conseil des ministres. Il vend en 1782, la seigneurie de Wasquehal-la Marque à Charles Joseph Lespagnol de Grimbry et en 1784 la terre et la seigneurie de Roberval (Oise), à Achille René Davène, seigneur de Fontaine (1745-1828) qui donnera naissance à la branche subsistante Davène de Roberval, titulaire du château de Roberval.
Il meurt à Paris, paroisse Sainte Marie-Madeleine, trois ans plus tard, le 1er juillet 1787, frappé d'apoplexie à l’âge de soixante et onze ans. De ses trois mariages, il laisse deux filles : 
- Charlotte, épouse de Louis V Joseph de Bourbon-Condé, prince du sang, duc d'Enghien
- Madame de Guéméné.

La branche de Rohan-Soubise s'éteint donc dans les mâles avec lui.
Il fut aussi Grand-croix de l'ordre de Saint-Louis.

### Un homme aux talents militaires contestés
Piètre stratège, le prince de Soubise montra néanmoins quelques qualités sur le champ de bataille. Il fut brave, discipliné et soucieux de ses soldats comme ses écrits de 1755 par exemple, le laissent entendre: « veiller de préférence avant tout à la conservation des troupes » ; « ce serait grand dommage de les exposer aux maladies »...
Il ne manquait par ailleurs pas d'humour : pour décrire une fuite de son armée devant l’ennemi, il écrit : « l’infanterie combattit sans empressement et céda à son inclination pour la retraite… ».
Indéfectible soutien de Louis XV dans les années les plus sombres du règne, celles correspondant à la malheureuse Guerre de Sept ans, il fut alors très décrié, parfois par les militaires eux-mêmes :
Le général Dumouriez écrit à son sujet en 1791 : « le prince de Soubise est le plus riche seigneur de la France. Ce général est un fléau national, rien ne le rebute ; il a beau être déshonoré et flétri par les chansons, les brocards et les malédictions, il a une ambition constante et inaltérable. Les injures et les plaisanteries ont été poussées jusqu'à l'indécence, on en a fait un gros recueil, intitulé la Soubisade » !
Napoléon Ier dans sa correspondance, se moque de son manque de talent pour la chose militaire en ces termes : « À la bataille de Rossbach, le prince de Soubise imagina de vouloir singer l'ordre oblique. Il fit une marche en flanc devant la position du roi. Les résultats en sont assez connus : Frédéric, à Kolin, ne perdit que son armée ; Soubise, à Rossbach, perdit à la fois son armée et l'honneur ».
Dans une chanson, Les reproches de La Tulipe à la Marquise de Pompadour, dont l'auteur est inconnu mais les paroles parfois attribuées à Voltaire, un soldat mutilé rescapé de la Bataille de Rossbach où il a vu mourir ses frères d'arme, reproche à la marquise de Pompadour d'avoir usé de son influence pour placer Soubise, qualifié d'incapable, à la tête d'une armée du roi.

### Vie de famille
Soubise a mené une vie sentimentale agitée. Il se maria trois fois :
Il épouse en 1734, à dix neuf ans, Anne Marie Louise de La Tour d'Auvergne (1722-1739), une enfant de douze ans, issue comme lui de la haute noblesse française, fille d'Emmanuel Théodose de La Tour d'Auvergne, duc de Bouillon, et d'Anne Marie Christine de Simiane, sa troisième épouse. Il en a une fille, Charlotte (1737-1760), mariée en 1753 avec un prince du sang, Louis-Joseph de Bourbon, prince de Condé. Le 19 septembre 1739, il perd son épouse, qui meurt en mettant au monde un garçon, et se trouve veuf pour la première fois à vingt-six ans.
Le 6 novembre 1741, Il se remarie brillamment avec Anne-Thérèse de Savoie Carignan (1717-1745), une princesse âgée de vingt-quatre ans. Issue d'une branche cadette de la maison de Savoie, elle est la fille de Victor-Amédée Ier de Savoie-Carignan et de Marie Victoire de Savoie ( la cousine du roi Charles-Emmanuel III de Sardaigne).  De ce deuxième mariage est issue une fille, Victoire (1743-1807) qui sera gouvernante des enfants royaux, et épouse en 1761 son cousin Henri de Rohan, prince de Guéméné. Elle est généralement connue sous le nom de madame de Guéméné. Le 5 avril 1745, la deuxième princesse de Soubise meurt, elle aussi en couches, à l'âge de vingt-huit ans après trois ans de mariage.
N'ayant toujours pas d'héritier mâle, le fils issu de son premier mariage étant mort à l'âge de trois ans, le prince convole sans attendre en troisièmes noces. Il épouse le 24 décembre 1745 Victoria de Hesse-Rotenbourg, une autre princesse issue d'une maison souveraine, cette fois-ci de la maison de Hesse, alliée aux maisons royales de France et de Sardaigne. Elle est la fille de Joseph, prince de Hesse Rotenbourg et de la princesse Christine de Salm ; ainsi que la nièce de la duchesse de Bourbon. Cette troisième union reste sans enfant. Comme son époux, Victoria de Soubise a une vie amoureuse assez libre. En 1757, elle est arrêtée à Tournai par ordre du roi, alors qu'elle s’enfuyait avec neuf cent mille livres de diamants et de bijoux pour aller rejoindre son amant. Soubise, excédé, la renvoie chez ses parents avec vingt-quatre mille livres de pension. 
De ses deux filles, l'aînée deviendra par mariage membre de la famille royale et mourra d'une pneumonie, la cadette épousera le plus proche héritier mâle de son père, un cousin Rohan, à qui elle apportera les biens et certains titres des Rohan Soubise. En effet, le prince ne laissant pas de fils, le titre de duc de Rohan-Rohan s'éteint avec lui, celui de prince de Soubise passant à son cousin et gendre Henri de Rohan, prince de Guéméné.
Soubise ne fut pas un mari très fidèle envers ses trois épouses successives, il fut un grand séducteur de femmes et de très jeunes filles : il entretenait mademoiselle Guimard, et mademoiselle Zacharie, alors âgée de quinze ans, devint sa maîtresse alors qu'il en avait soixante-neuf. Marie Le Sage de Serrieres, abbesse de Notre-Dame de Sézanne, passait pour la fille naturelle du maréchal prince de Soubise.

### Culture et savoir-vivre
Libertin, donc, le prince de Soubise était aussi un grand bibliophile. Il représenta fort bien l’esprit du siècle des Lumières, comme l’atteste la correspondance de Voltaire qui ne craignait pas de faire passer à Soubise des exemplaires de libellés irréligieux qui se fabriquaient à Ferney.
Mélomane, c’est Soubise qui fit installer le premier kiosque à musique de France (inventé par Lord Ranelagh en Angleterre), dans les jardins du château parisien de la Muette, dont il était gouverneur.
Au temps où il était élégant d'être cuisinier, le gastronome Soubise se fit une gloire avec la sauce aux oignons dont il agrémentait ses canetons. La sauce Soubise accompagne aussi bien les œufs durs que certains rôtis de veau ou des légumes.
Non loin de Paris et de Versailles, il séjourne fréquemment en son château de Vigny. Son hôtel parisien, l'hôtel de Soubise, vendu en 1807, abrite aujourd'hui les Archives nationales, rue des Francs-Bourgeois.

### Sources
- Inventaire photographique et historique du patrimoine sur la commune de Roberval (2003) , avec l'aimable autorisation de Jean-Marc Popineau, président du Trait d'Union Robervallois